# Dicranophorus dalecarlica
Dicranophorus dalecarlica is een raderdiertjessoort uit de familie Dicranophoridae. De wetenschappelijke naam van deze soort is voor het eerst geldig gepubliceerd in 1933 door Myers.